# The Most Dangerous Man in America
The Most Dangerous Man in America é um documentário norte-americano de 2010 dirigido por Judith Ehrlich e Rick Goldsmith, que retrata a vida de Daniel Ellsberg e o processo de publicação do Pentagon Papers. Como reconhecimento, foi nomeado ao Oscar 2010 na categoria de Melhor Documentário em Longa-metragem.